# Blood & Treasure
Blood & Treasure es una serie de televisión estadounidense de acción y aventuras creada por Matthew Federman y Stephen Scaia que se estrenó el 21 de mayo de 2019 en CBS . Federman y Scaia también se desempeñan como escritores y productores ejecutivos junto a Taylor Elmore, Ben Silverman, Marc Webb y Mark Vlasic. En junio de 2019, CBS renovó la serie para una segunda temporada. En mayo de 2022, se anunció que la serie pasó de CBS a Paramount+ . La segunda temporada se estrenó en Paramount+ el 17 de julio de 2022.

## Premisa
Se centra en "un brillante experto en antigüedades y un astuto ladrón de arte que se unen para atrapar a un despiadado terrorista que financia sus ataques con tesoros robados. Mientras recorren el mundo en busca de su objetivo, inesperadamente se encuentran en el centro de una batalla de 2000 años de antigüedad por la cuna de la civilización".

## Reparto y personajes

### Principal
- Matt Barr como Danny McNamara, un exagente del FBI que ahora trabaja como abogado especializado en la repatriación de obras de arte robadas.
- Sofia Pernas como Lexi Vaziri, una ladrona y estafadora que se asoció con Danny a pesar de su tormentoso pasado. Su madre era secretamente miembro de la Hermandad de Serapis y descendiente de Cleopatra.
- James Callis como Simon Hardwick (né Karim Farouk), un contrabandista internacional que fue rescatado por Danny después de ser secuestrado por Farouk y ahora busca descubrir los secretos detrás de la Hermandad. Más tarde mata a Hegazi, supuestamente como venganza por la tortura que sufrió en sus manos, pero en realidad para evitar que Hegazi revele que en realidad no era Farouk. En el final de temporada se revela que él fue el verdadero Karim Farouk todo el tiempo, así como el hijo ilegítimo de Reece.
- Katia Winter como Gwen Karlsson, una agente de la Interpol asignada al caso Farouk.
- Michael James Shaw como Aiden Shaw (de soltera Dwayne Coleman), un traficante de armas vinculado a Farouk. Al principio, ayuda a regañadientes a Danny y Lexi, pero finalmente desarrolla una relación de trabajo aceptable con ellos.
- Oded Fehr como Karim Farouk (né Rasheed Hegazi), un líder terrorista egipcio que aparentemente murió en un ataque con drones, pero de alguna manera sobrevivió y ahora busca robar artefactos antiguos para poder convertirlos en armas. Hardwick le dispara y lo mata, quien se revela como el verdadero Farouk (temporada 1).
- Alicia Coppola como la Dra. Ana Castillo, la mentora de Danny, considerada la principal experta mundial en Cleopatra (temporada 1).
- Mark Gagliardi como el padre Chuck, un viejo amigo de Danny que trabaja como sacerdote en el Ministerio de Relaciones Exteriores del Vaticano .
- Michelle Lee como Violet (temporada 2), ex cómplice de Lexi en el crimen

### Periódico
- John Larroquette como Jay Reece, un multimillonario y figura paterna de Danny que supervisa su esfuerzo por encontrar a Castillo y detener el plan de Farouk. Más tarde se revela que, no solo fue responsable de incriminar al padre de Danny por robo de arte, sino que Farouk es el hijo de Reece, ya que fue abandonado después de que Reece tuvo una aventura con una mujer llamada Zara Farouk. También asesinó a la Dra. Castillo después de que ella descubriera el vínculo entre él y Farouk.
- Antonio Cupo como el capitán Bruno Fabi, oficial de los Carabinieri TPC y miembro secreto de la Hermandad de Serapis. Muere después de recibir un disparo mientras ayudaba a Danny y Lexi (temporada 1).
- Tony Nash como Omar, el segundo al mando de Farouk hasta que lo matan después de entregarse a la policía.
- Ali Hassan como Taj bin Yusef, un miembro de la organización de Farouk que se hace cargo después de su muerte.
- Anna Silk como Roarke, una exagente de operaciones encubiertas, contratada en secreto por Reece, que persigue a Danny y Lexi.
- Paget Brewster como la hermana Lisa (temporada 2).[5]

## Desarrollo
El 30 de noviembre de 2017, se anunció que CBS había la había solicitado a Matthew Federman y Stephen Scaia . Según los informes, la orden fue para una primera temporada de trece episodios en los que Federman y Scaia serián productores ejecutivos y guionistas junto a Taylor Elmore, Ben Silverman, Marc Webb y Mark Vlasic. Fue producido por CBS Television Studios .  El 26 de marzo de 2019, se anunció que se estrenariá el 21 de mayo de 2019.
El 26 de junio de 2019, CBS renovó la serie para una segunda temporada. El 17 de mayo de 2022, se informó que la serie se mudaría de CBS a Paramount + y se estrenaría el 17 de julio con dos nuevos episodios y el resto se estrenaría semanalmente.

## Reparto
El 12 de marzo de 2018, se anunció que Katia Winter, Michael James Shaw y James Callis habían sido elegidos para papeles principales. El 18 de mayo de 2018, se informó que Sofia Pernas se había unido al elenco principal en el papel principal femenino. El 15 de junio de 2018, se anunció que Matt Barr había sido elegido para el papel principal masculino de la serie. El 25 de julio de 2018, se informó que Alicia Coppola se había unido al elenco principal. El 28 de agosto de 2018, se anunció que Anna Silk había sido elegida para un papel recurrente. El 31 de enero de 2020, Paget Brewster fue elegido para una función recurrente para la segunda temporada.

## Rodaje
La fotografía principal de la primera temporada tuvo lugar en el verano de 2018 en Montreal, Canadá, Roma, Turín, Venecia, Italia, Gressoney Saint-Jean, Ciudad del Vaticano, Marrakech y Tánger, Marruecos . El rodaje de la segunda temporada comenzó en octubre de 2019.

## Recepción

### Respuesta crítica
de reseñas Rotten Tomatoes, le dio índice de aprobación del 54% con una calificación promedio de 5.78/10, basada en 13 reseñas. El consenso de los críticos afirma: " Blood & Treasure nunca encuentra la X que marca el punto óptimo, pero los espectadores que prestan atención a una llamada poco exigente a la aventura pueden encontrar algo de encanto en el concepto de la serie".  Metacritic, que utiliza un promedio ponderado, asignó a la serie una puntuación de 52 sobre 100 basada en 7 críticos, lo que indica "críticas mixtas o promedio". 

### Calificaciones
| N.º | Título                                 | Fecha de emisión | ÍA/CP (18–49) | Audiencia (millones) | DVR (18–49) | Audiencia DVR (millones) | Total (18–49) | Audiencia total (millones) |
| --- | -------------------------------------- | ---------------- | ------------- | -------------------- | ----------- | ------------------------ | ------------- | -------------------------- |
| 1   | «The Lunchbox of Destiny»              | —                | —             | —                    | —           | —                        | —             | —                          |
| 3   | «The Ghost Train of Sierra Perdida»    | June 11, 2019    | —             | —                    | —           | —                        | —             | —                          |
| 6   | «Legacy of the Father»                 | —                | —             | —                    | —           | —                        | 0.6           | —                          |
| 9   | «The Revenge of Farouk»                | —                | —             | —                    | —           | —                        | 0.6           | —                          |
| 10  | «The Curse of Cleopatra: Parts I & II» | —                | —             | —                    | —           | —                        | —             | —                          |
| 11  | «The Secret of Macho Grande»           | —                | —             | —                    | —           | —                        | —             | —                          |